# Esporte Clube Novo Hamburgo
El Esporte Clube Novo Hamburgo es un club de fútbol de la ciudad brasileña de Novo Hamburgo, en el estado de Río Grande do Sul. Fue fundado en 1911 y juega la Copa de Brasil de 2014.

## Historia
El Novo Hamburgo fue fundado el 1º de mayo del 1911, en una fiesta que el empresario Pedro Adams Filho ofreció a sus funcionarios, en conmemoración por el día del trabajo. La fecha fue celebrada con un asado y una partida de fútbol, que animó a los funcionarios de la empresa (Manoel Lopes Mattos, João Scherer, Aloys Hauschild, Manoel Outeiro, João Tamujo y Adão Steigleder) a crear el club, llamado en el comienzo de su historia de Adams Futebol Clube.
El primer partido de la historia del Novo Hamburgo fue contra el Nacional, de São Leopoldo. Donde el club de Novo Hamburgo acabó derrotado por 3-0.
En 1944, en el final de la Segunda Guerra Mundial, en función de la persecución del gobierno de Getúlio Vargas con la Campaña de la Nacionalización (Los clubs no podrían tener nombres alusivos a los países del eje), el club cambió su nombre para Esporte Clube Floriano y la ciudad de Novo Hamburgo cambió su nombre para Marechal Floriano Peixoto. El club volvió a su nombre original solamente en el año de 1968.
En 2 de julio de 1969, Garrincha hizo un partido demostración con la camiseta del E.C. Novo Hamburgo contra el Internacional, saliendo del partido en la mitad del segundo tiempo.
Actualmente, el Esporte Clube Novo Hamburgo vive un momento de reestructuración y fortalecimiento. Después de vender su estadio, el Santa Rosa, el club se cambió a su nueva casa, el Estadio do Vale.
En 2017 lograron por primera vez en su historia el Campeonato Estatal Gaúcho tras vencer la final contra el Internacional en penaltis 3-1, luego de un empate a 1-1 en tiempo regular y 3-3 en el marcador global

## Palmarés

### Torneos Estatales oficiales
- Campeonato Gaúcho (1): 2017

- Copa FGF (2): 2005, 2013

- Campeonato de la Ciudad de Porto Alegre (1): 1937.